# FAM107B
FAM107B (англ. Family with sequence similarity 107 member B) – білок, який кодується однойменним геном, розташованим у людей на 10-й хромосомі. Довжина поліпептидного ланцюга білка становить 131 амінокислот, а молекулярна маса — 15 558.
| 10         |  | 20         |  | 30         |  | 40         |  | 50         |
| ---------- |  | ---------- |  | ---------- |  | ---------- |  | ---------- |
| MAEPDYIEDD |  | NPELIRPQKL |  | INPVKTSRNH |  | QDLHRELLMN |  | QKRGLAPQNK |
| PELQKVMEKR |  | KRDQVIKQKE |  | EEAQKKKSDL |  | EIELLKRQQK |  | LEQLELEKQK |
| LQEEQENAPE |  | FVKVKGNLRR |  | TGQEVAQAQE |  | S          |  |            |

A: Аланін

D: Аспарагінова кислота

E: Глутамінова кислота

F: Фенілаланін

G: Гліцин

H: Гістидин

I: Ізолейцин

K: Лізин

L: Лейцин

M: Метіонін

N: Аспарагін

P: Пролін

Q: Глутамін

R: Аргінін

S: Серин

T: Треонін

V: Валін

Задіяний у таких біологічних процесах, як ацетилювання, альтернативний сплайсинг. 